# Temporada de furacões no Pacífico de 1997

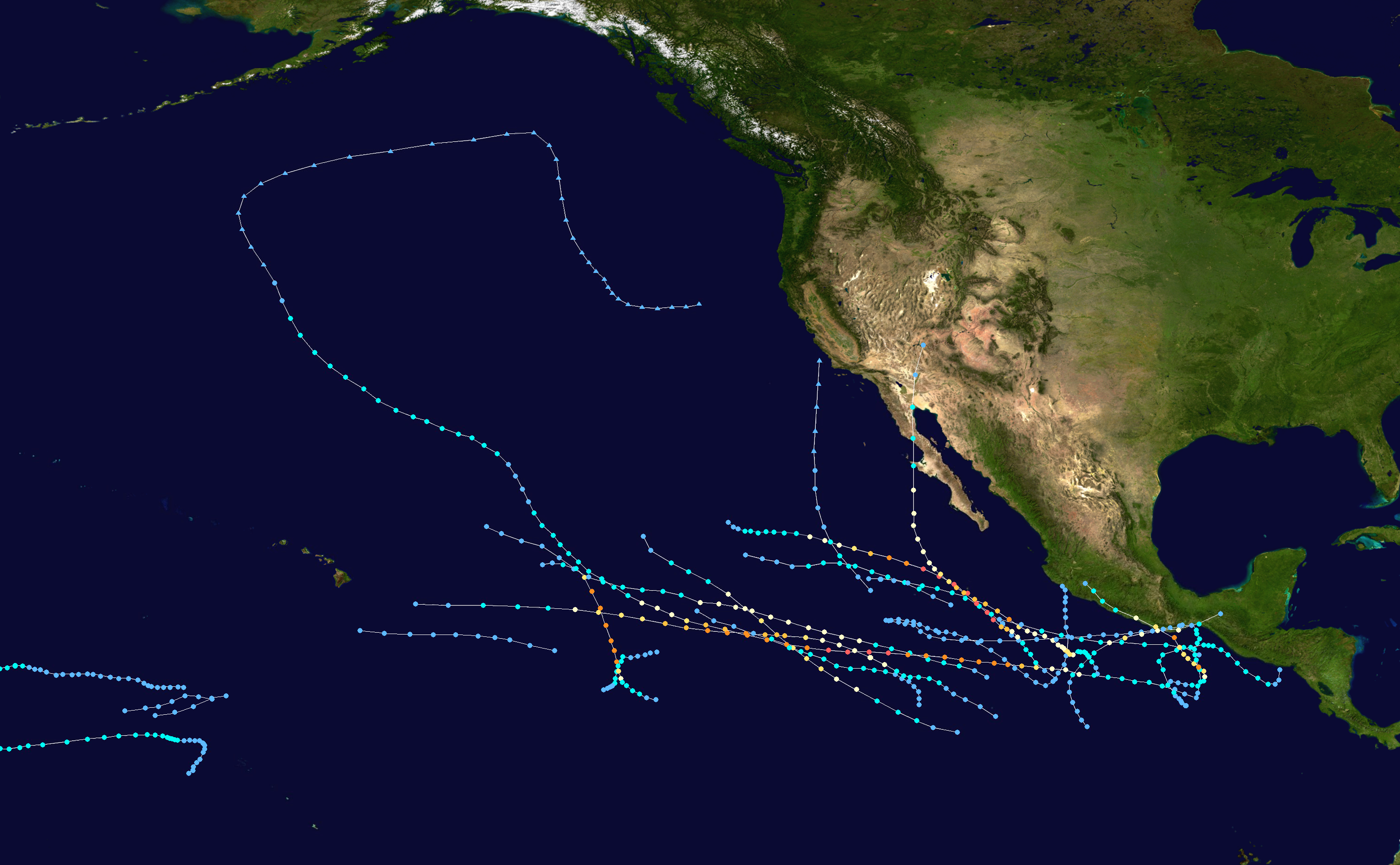
Trajetórias dos ciclones.

A temporada de furacões no Pacífico de 1997 foi uma temporada de furacões muito ativa. Com centenas de mortes e bilhões de dólares em danos, esta temporada foi a mais cara e uma das mais mortais do Pacífico. Isso ocorreu devido a um forte El Niño. A temporada de furacões de 1997 do Pacífico começou oficialmente em 15 de maio de 1997 no Pacífico oriental, e em 1º de junho de 1997 no Pacífico central, e durou até 30 de novembro de 1997. Estas datas delimitam convencionalmente o período de cada ano, quando quase todos os ciclones tropicais se formam no Oceano Pacífico nordeste.
Várias tempestades causaram danos em terra. A primeira foi a tempestade tropical Andres que matou quatro pessoas e deixou mais dois desaparecidos. Em agosto, a tempestade tropical Ignacio tomou um caminho incomum, e seus remanescentes extratropicais causaram danos menores no noroeste do Pacífico e na Califórnia. O furacão Linda se tornou o mais intenso furacão a leste do Pacífico na história. Apesar de nunca ter feito landfall, produziu grandes ondas no sul da Califórnia e, como resultado, cinco pessoas tiveram de ser resgatadas. O Furacão Nora causou inundações e danos no sudoeste dos Estados Unidos, enquanto Olaf fez dois landfalls e causou 18 mortes e várias outras pessoas foram dadas como desaparecidas. O Furacão Pauline matou centenas de pessoas e causou danos no sudeste do México. Além disso, os super tufões Oliwa e Paka originaram-se na região antes de cruzar a Linha Internacional de Data, causando danos significativos no Pacífico ocidental. Houve também dois Furacões da categoria 5: Linda e Guillermo.